# Подорожники
Подорожники (лат. Calcarius) — род воробьиных птиц из семейства подорожниковых (Calcariidae).

## Описание
У самцов оперение груди и головы - смолисто-черное, с белыми полосами на бровях и шее, на зашейке характерное рыжее пятно. Спинка: серо-коричневого цвета с черными вкраплениями, живот - кремовый или белый. Самки имеют черно-бурый окрас головы с рыжинами на шее или пятно рыжего цвета на затылке, крылья - коричневые, живот светлый. Клюв у птиц короткий, немного выпуклый, яркого желтого цвета. Ноги темные, коготь заднего пальца удлинен, изогнутый.
Вес 18-30 г, длина 14-18, крыло 8,0-9,6, размах 24-29 см.
Гнездиться на земле, откладывает 4-6 яиц. Питается семенами и насекомыми.

## Классификация
В род включают 3 вида:
- Calcarius lapponicus (Linnaeus, 1758) — Лапландский подорожник
- Calcarius ornatus (J. K. Townsend, 1837) — Украшенный подорожник[1]
- Calcarius pictus (Swainson, 1832) — Расписной подорожник[1]

Расписной и украшенный подорожники являются сестринскими таксонами. Лапландский вид, скорее всего, отделился от предков расписного и украшенного подорожников в начале плиоцена (6,2—4,4 млн лет назад). Хотя внешне птицы отличаются друг от друга, расписной и украшенный подорожники, скорее всего, разделились около 2—1,5 млн лет назад в начале плейстоцена.
Ранее в род включали бурогрудого подорожника, но теперь его выделяют в отдельный род Rhynchophanes.